# Pan Ku
Pan Ku ou Pangu (em chinês: 盤古 (chinês tradicional); 盘古 (chinês simplificado); romaniz.: Pángǔ (pinyin); P'an ku (Wade–Giles) foi o primeiro ser vivo e a origem da existência distinta das coisas segundo a versão mais conhecida do mito da criação na mitologia chinesa.

## Mito da criação

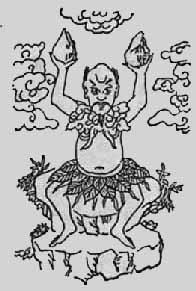
Pan Ku

A versão do mito mais antiga restante é do século III, no Sanwu Liji ("Registros Históricos das Três Divindades Soberanas e Cinco Deuses") por Xu Zheng:
"Céu e Terra estavam na condição de caos [hun-tun] como um ovo de galinha, dentro do qual nasceu P'an-ku. Após 18.000 anos, quando o Céu e Terra foram separados, o yang puro formou o Céu e o yin turvo formou a Terra. P'an-ku estava entre eles. Seu corpo se transformava nove vezes ao dia, enquanto sua cabeça apoiava o Céu e seus pés estabilizavam a Terra. A cada dia, o Céu aumentava dez pés de altura e a Terra, a cada dia, dez pés de espessura. P'an-ku que estava entre eles diariamente aumentou de tamanho. Depois de outros 18.000 anos, é assim que o Céu e a Terra foram separados por sua distância atual de 90.000 li"
Segundo a versão encontrada no texto do século VI Shu I Chi:
"Após a morte de P'an-ku, sua respiração tornou-se o vento e as nuvens, sua voz o trovão, seus olhos esquerdo e direito o Sol e a Lua, seus quatro membros e cinco "corpos" (dedos) os quatro quartos do terra e cinco grandes montanhas, seu sangue os rios, seus músculos e veias os estratos da terra, sua carne o solo, seu cabelo e barba as constelações, sua pele e pelos do corpo as plantas e árvores, seus dentes e ossos os metais e pedras, sua medula o ouro e pedras preciosas, e seu suor a chuva. Os parasitas (pulgas) em seu corpo, impregnados pelo vento, tornaram-se seres humanos".
Pangu dentro do ovo cósmico simboliza Taiji e faz parte do mitologema do Homem Cósmico (ver Macrocosmo e microcosmo), relacionado também com o Purusha indiano.

### Hoen-Tsin
Ele também é conhecido como Hoen-Tsin, personagem da mitologia chinesa que representa o caos primordial donde surgiu o céu e a terra. De acordo com a mitologia chinesa, Hoen-Tsin cresceu 30 quilômetros por dia durante 11.500 anos. Depois, quando se tornou grande demais para o universo, morreu.[carece de fontes?]

## Origem
O primeiro escritor a registrar o mito de Pangu foi Xu Zheng durante o período dos Três Reinos. Recentemente, seu nome foi encontrado em uma tumba datada do ano 156.
Wen Yiduo derivou filologicamente o nome a partir dos caracteres pan-hu, com o significado de "cabaça", em seu simbolismo associado ao ancestral cachorro do Homem. Outro significado alternativo traduz o termo composto como "antiguidade enrolada (como um embrião ou cobra)", pan significaria uma vasilha, remetendo a uma casca de ovo ou cabaça que abarcaria o universo na cosmologia Hun Tian, ou também como verbo "examinar" e "enrolar"; gu significa antigo ou sólido.
Derk Bodde relacionou o mito às mitologias ancestrais do povo Miao e do povo Yao no sul da China.